# Johannes Bosboom
Johannes Bosboom (La Haia, 18 de febrer de 1817 – 14 de setembre de 1891) fou un pintor i aquarel·lista neerlandès de l'Escola de la Haia, conegut especialment per les seves pintures d'interiors d'esglésies.

## Biografia
Als 14 anys es convertí en un aprenent de Bartholomeus van Hove i pintà al seu estudi amb el fill de Van Hove Hubertus van Hove. Junts van treballar en les obres de paisatge que Van Hove va crear per al Teatre Reial de la Haia. A més, Bosboom va assistir a classe de l'Acadèmia d'Art de la Haia entre 1831 i 1835 i des del 1839 fins al 1840, on va conèixer Anthonie Waldorp i Wijnand Nuijen.
El 1835 el jove Bosboom viatjà a Düsseldorf, Colònia i Coblença, on pintà l'aquarel·la Vista del Pont Mosel de Coblença, pintura que va ser adquirida per Andreas Schelfhout, que es convertiria en el seu amic i confident. El 1839 va viatjar a París i Rouen i va rebre una medalla de plata per Vista del Moll de París i la Catedral a Rouen.
També va pintar diversos interiors d'església, un gènere relativament tradicional conreat majoritàriament per artistes del segle xvii com Pieter Jansz Saenredam i Emanuel de Witte, i amb el que aconseguiria la seva fama més gran. La seva elecció de temàtica pot semblar que l'aïlli de la resta de l'Escola de la Haia, però la seva cerca de maneres de reproduir l'atmosfera espacial a través de llum, ombra i matisos de color el posa en la mateixa línia central d'aquest grup artístic.
El 1873, durant una estada al barri de Scheveningen, va pintar moltes aquarel·les de les vistes de la ciutat, les dunes, la platja i el mar. És possible que aquestes aquarel·les animessin Hendrik Willem Mesdag i Jacob Maris a centrar també el mar i la platja com a temes per les seves obres.

## Galeria d'imatges

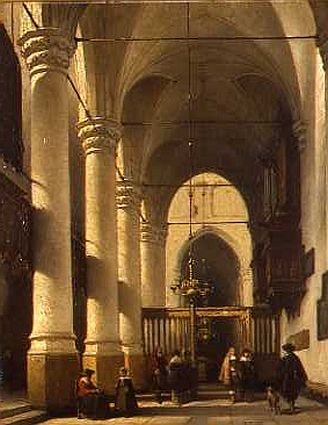
Interior de Bakenesserkerk  (1870) al Museu de Dordrecht
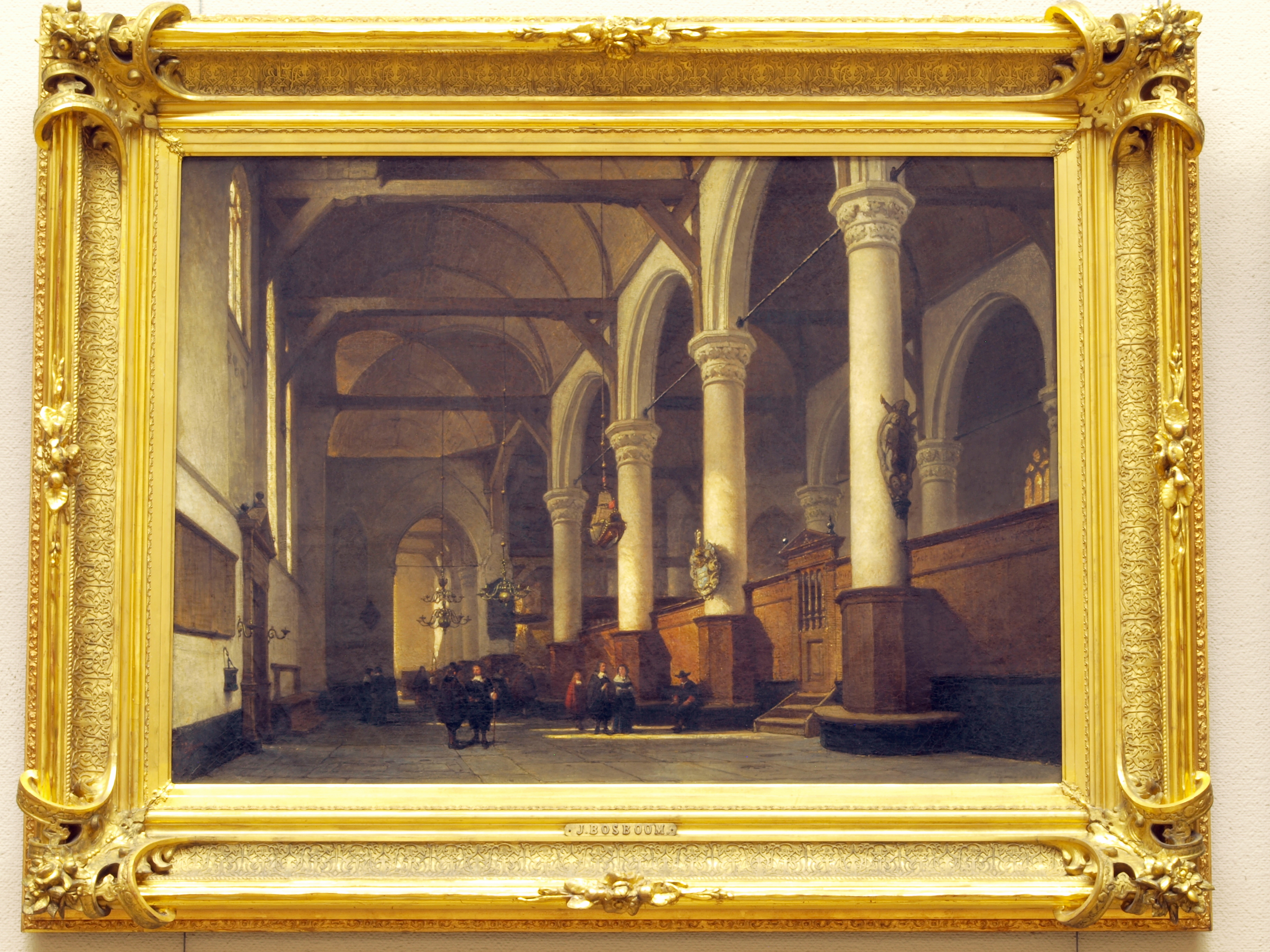
Interior de l'església d'Edam al Museu Teyler
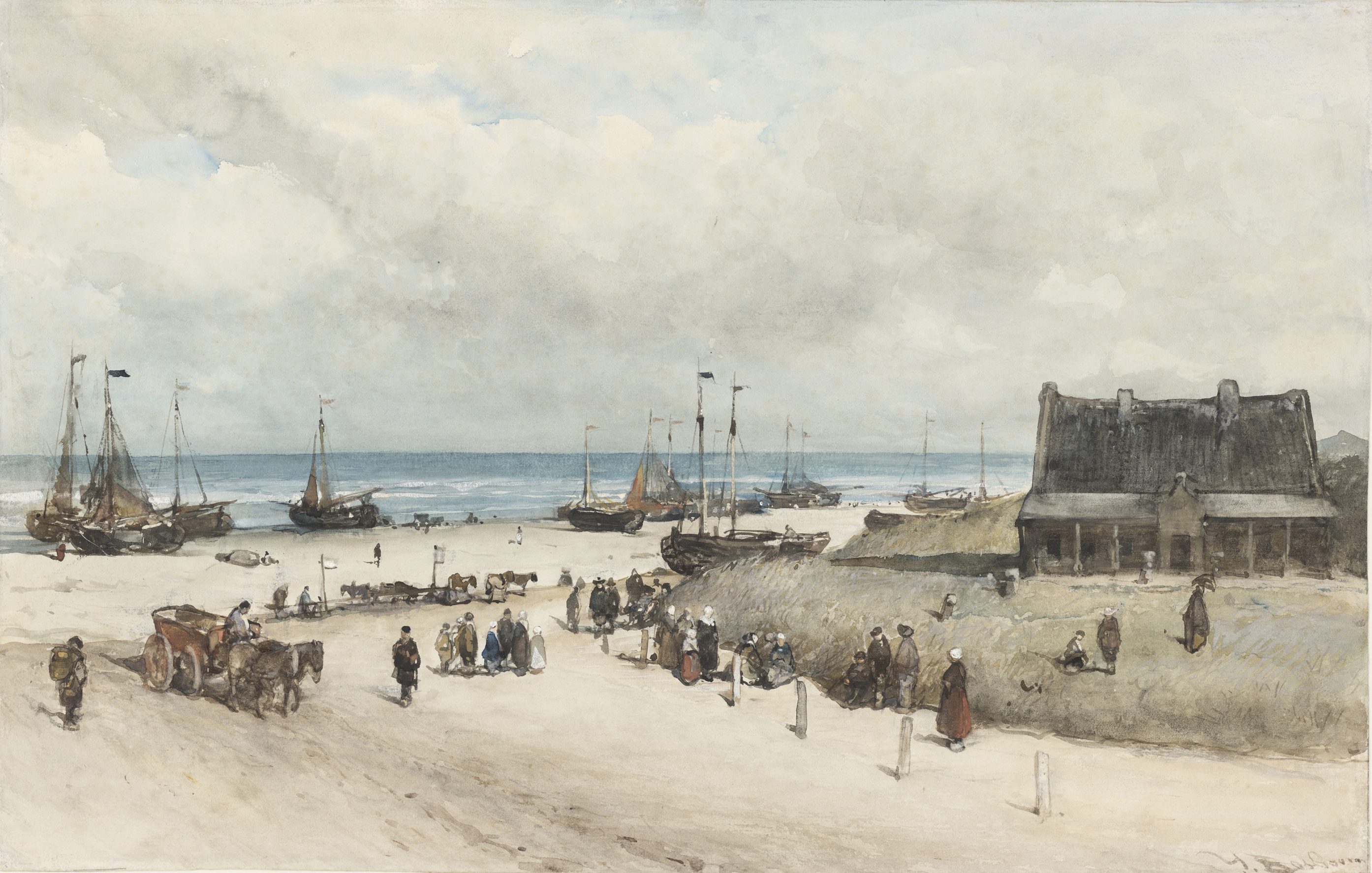
La platja de Scheveningen (1873) al Rijksmuseum